# Dorra
Dorra (llamada oficialmente Santiago de Dorra) es una parroquia y una aldea española del municipio de Antas de Ulla, en la provincia de Lugo, Galicia.

## Organización territorial
La parroquia está formada por diez entidades de población, constando cinco de ellas en el nomenclátor del Instituto Nacional de Estadística español:
- A Chapaleira (A Chapeleira)
- A Colleira
- Alemparte
- Campo
- Dorra
- Fornos (Casforno)
- Montecelos
- Os Carreiros
- Pazo (O Pazo)
- Rivadulla (Ribadulla)

## Demografía

### Parroquia
| Gráfica de evolución demográfica de Dorra (parroquia) entre 2000 y 2019 |
|                                                                         |
| Datos según el nomenclátor publicado por el INE.                        |

### Aldea
| Gráfica de evolución demográfica de Dorra (aldea) entre 2000 y 2019 |
|                                                                     |
| Datos según el nomenclátor publicado por el INE.                    |